# Kang Kyongnim
Kang Kyongnim (en hangul, 강경림; romanización revisada, Kang Gyeong-rim; McCune-Reischauer, Kang Kyŏngnim, Corea del Sur, 2 de febrero de 1956) es un profesor y académico surcoreano con una larga trayectoria en el campo de la teología y la historia de la Iglesia. Ha ejercido como profesor en el Departamento de Teología de la Universidad Anyang, contribuyendo al desarrollo de futuros líderes en el ámbito teológico. Además de su carrera docente, Kang ha sido un líder activo en varias asociaciones académicas, fungiendo como presidente de la Asociación Coreana de Historia de la Iglesia y de la Sociedad de Historia de la Teología Evangélica de Corea. Su trabajo académico ha sido clave en la promoción de investigaciones sobre figuras teológicas relevantes y en la exploración de las corrientes reformadoras dentro del cristianismo. Kang ha sido galardonado por su dedicación a la educación y sus aportes al desarrollo de programas académicos que buscan la internacionalización de la educación coreana.

## Biografía
Kang ha dedicado su vida a la enseñanza y la investigación teológica, desempeñándose como profesor en la Universidad Anyang. Su enfoque en la formación académica y la promoción del conocimiento lo ha llevado a ocupar diversos cargos administrativos dentro de la universidad, fortaleciendo su influencia en el ámbito educativo.
Como presidente de la Asociación Coreana de Historia de la Iglesia y de la Sociedad de Historia de la Teología Evangélica de Corea, Kang ha liderado iniciativas clave para la investigación y el estudio de temas históricos y teológicos relevantes. Su rol ha sido fundamental en la organización de conferencias y proyectos destinados a explorar la vida de figuras notables como el pastor Han Kyongjik, en colaboración con la Fundación a la Memoria de Han Kyongjik. Además, Kang ha jugado un papel en la activación de subdivisiones dentro de la Asociación de Teología Evangélica de Corea, marcando hitos con ponencias sobre temas como la visión de Tomás de Aquino sobre la hipocresía religiosa.
Entre sus contribuciones, Kang participó como ponente en una conferencia conmemorativa organizada por el Instituto de Estudios Teológicos Hyeam en honor al 500.º aniversario de la Reforma, donde disertó sobre «el pensamiento reformador de Zwinglio». En esta presentación, Kang destacó el papel de Zwinglio como pionero de la Reforma protestante y exploró sus influencias teológicas, entre las cuales se incluyen el tomismo, el humanismo renacentista y la obra de San Agustín.

## Premios y reconocimientos
Kang ha sido reconocido en múltiples ocasiones por su labor educativa. El 31 de agosto de 2016, recibió el Premio Orgullo de la Gran Nación de Corea en la categoría de desarrollo educativo. Este galardón, otorgado en el Salón Conmemorativo de la Asamblea Nacional, destacó su contribución al crecimiento académico, su rol como asesor de políticas para el municipio de Anyang, y sus esfuerzos por mejorar el entorno educativo para estudiantes internacionales mediante la creación de un programa de liderazgo global con becas completas.

## Obras
Kang ha producido y presentado una serie de investigaciones relacionadas con la historia de la Iglesia y el pensamiento teológico. Entre sus aportes se encuentran estudios que examinan el impacto de grandes líderes religiosos en Corea y el análisis de corrientes reformadoras dentro del cristianismo. Su compromiso con la investigación ha permitido la organización de proyectos y conferencias que enriquecen el panorama académico de la teología en Corea.